# Morgenitz
Morgenitz ist seit dem 1. Januar 2005 ein Ortsteil der Gemeinde Mellenthin im Binnenland der Insel Usedom. Er liegt am Südrand eines Sumpfgebietes 1 km entfernt vom Krienker See, 2 km östlich des Peenestroms und nahe der südlichen Peripherie zum Lieper Winkel.

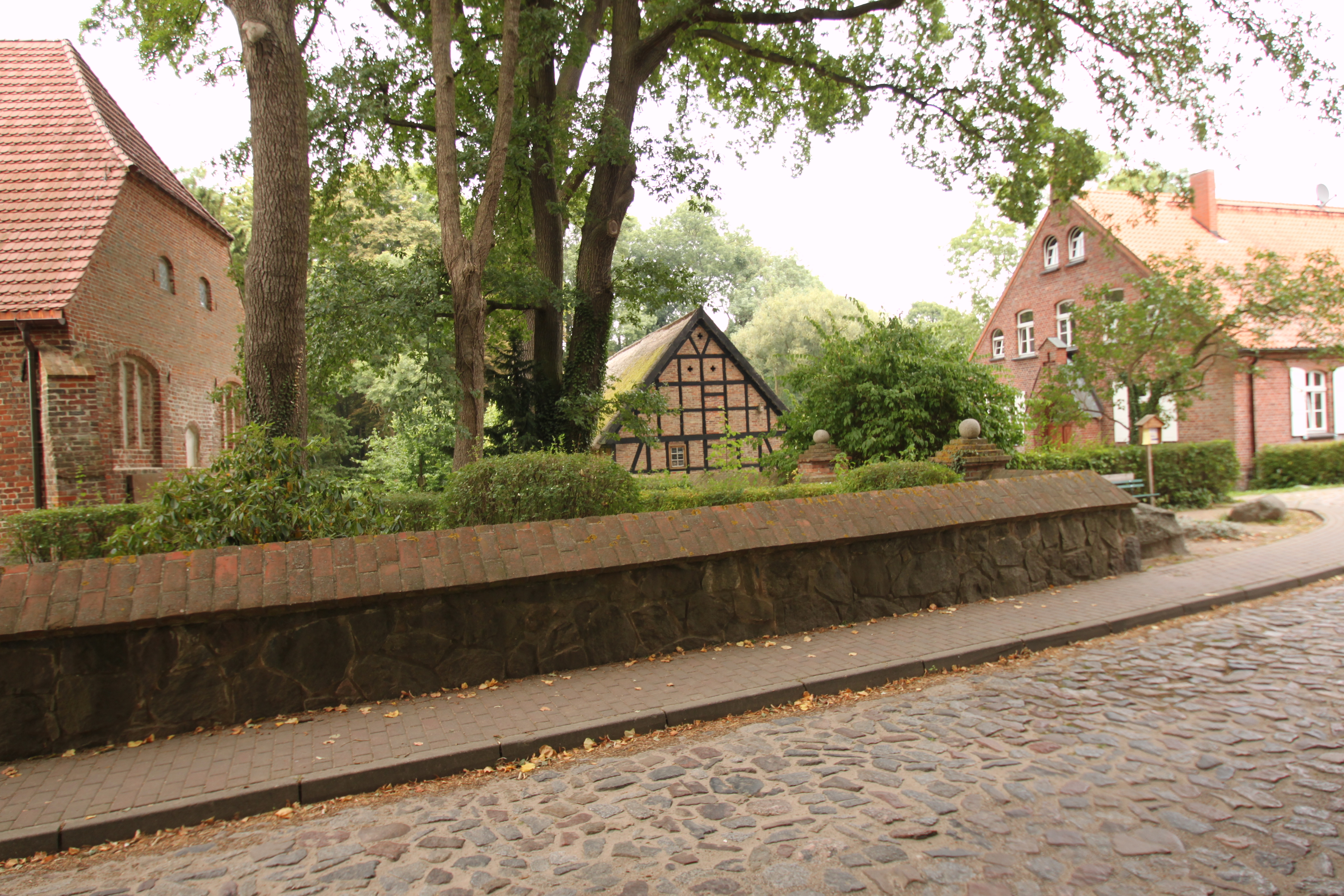
Morgenitz

## Geschichte
Wie Grabfunde einer Megalithkultur belegen, ist das Gebiet um Morgenitz mindestens seit der Jungsteinzeit (Neolithikum 5500 bis 1800 vdZ) besiedelt.
Die später eingewanderten Slawen vom Stamm der Lutizen nannten die Siedlung Murignevitz.
Morgenitz wurde im Jahr 1270 erstmals urkundlich als „Murigneuitz“ erwähnt. Der Name wird auf einen Personennamen zurückgeführt. Damals gelangte das Dorf auf Veranlassung von Herzog Barnim I. von Pommern-Stettin in den Besitz von Kloster Grobe, das 1309 nach Pudagla verlegt wurde. Eine eigene Kapelle ist für Morgenitz 1318 erstmals genannt.
Nach der Reformation gelangte Morgenitz in weltlichen Adelsbesitz. Die Familie von Borke (es finden sich auch die Schreibweisen von Borcke(n) und von Borck) ist 1527 zuerst erwähnt. Sie war auf dem Krienker Schloss ansässig, das heute abgerissen ist. Neben Morgenitz gehörte auch Suckow zu ihrem Besitz. Der Obrist Paul Weedeke von Borcke ist in einer Gruft unter dem Altar der Kirche von Morgenitz begraben; sein Sarkophag datiert von 1699.
Morgenitz teilt im Übrigen die Geschichte der Insel unter den Schweden nach dem  Dreißigjährigen Krieg und den Preußen nach 1720.
Morgenitz war ein Bauern- und Kirchdorf in der Form eines Straßendorfes. Es hatte im 19. Jahrhundert noch eine Windmühle.
Am 1. Juli 1950 wurde die bis dahin eigenständige Gemeinde Dewichow eingegliedert.
Zu DDR-Zeiten entstand nordöstlich von Morgenitz ein größerer LPG-Komplex, der nach 1990 privatisiert und modernisiert wurde. Im Dorf entstanden wie auf der gesamten Insel touristische Infrastrukturen, so ein Reiterhof und einige Ferienunterkünfte. Die Nähe des Lieper Winkels und von Mellenthin wirken hierbei positiv.

## Infrastruktur
Das 150 Einwohner zählende Morgenitz liegt im Kreuzungspunkt zweier Straßen. Die eine verläuft, aus dem Süden von der Bundesstraße 110 kommend, über Suckow und endet  ca. 6 km nordwärts in Dewichow am Krienker See; die andere, ca. 4 km lang, kommt von Westen aus Krienke und trifft im Kernort Mellenthin auf die Hauptverbindungsstraße zur Ostsee / Heringsdorf.
Zu DDR-Zeiten waren viele Gebäude verfallen, doch nach 1990 wurde das Ortsbild mit Kopfsteinpflaster-Straßen und Reet-gedeckten Häusern deutlich verbessert. Es gibt zwei Pensionen mit Gaststube und einige Ferienwohnungen; indes spielt Tourismus nur eine untergeordnete Rolle, und der rustikale Eindruck überwiegt.

## Sehenswertes

### Dorfkirche
Die Dorfkirche Morgenitz  ist eine einfache, einschiffige Kirche. Sie wurde als spätgotischer Backsteinbau (um 1500) ohne Turm ausgeführt. Hier befindet sich einer der ältesten erhaltenen Taufsteine Pommerns.

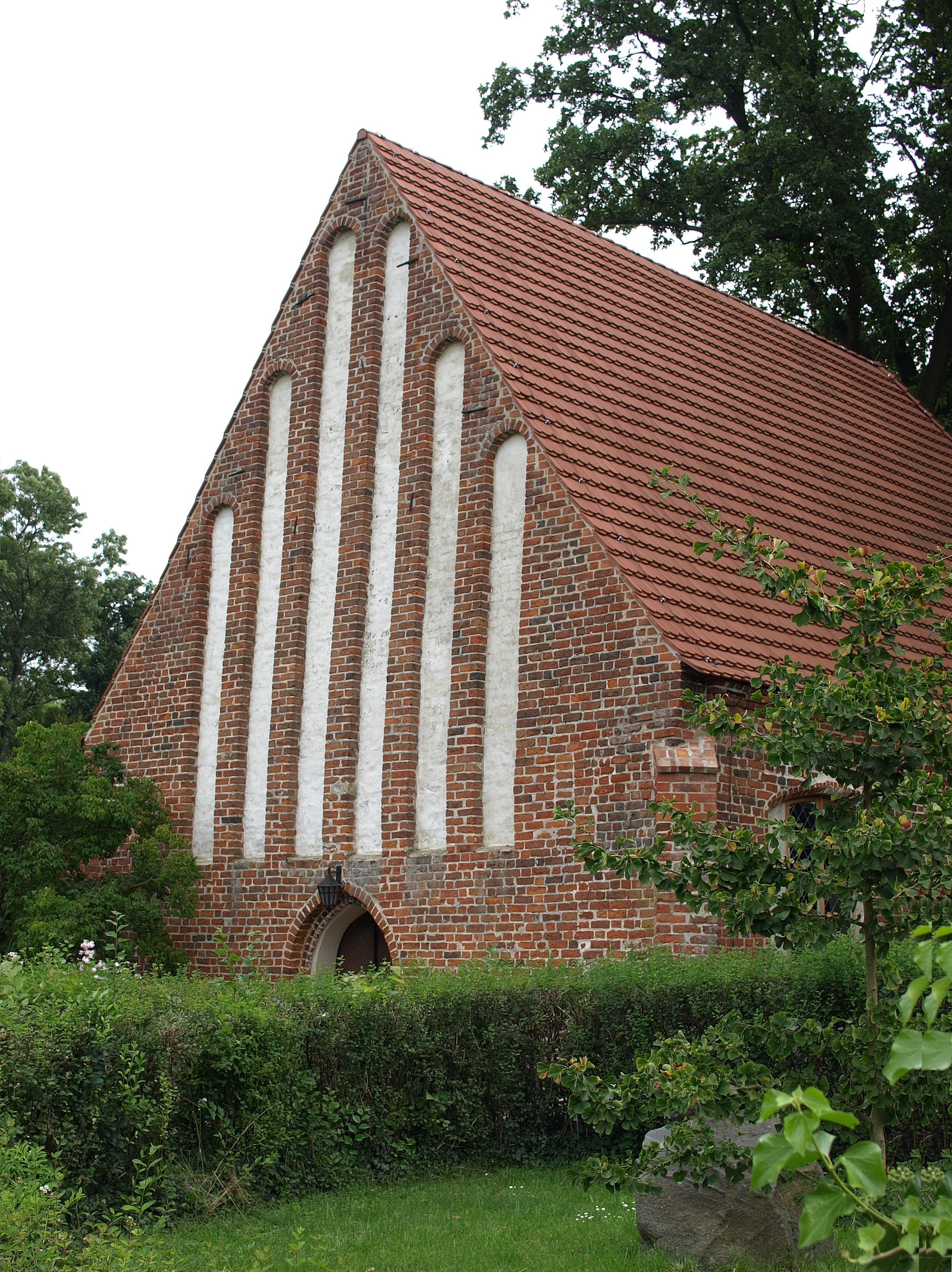
Die Hallenkirche von Morgenitz

### Töpferei
In einem reetgedeckten Bauernhof nahe der Kirche betreibt ein Ehepaar eine Keramikwerkstatt. Im Angebot sind klassische Vasen und Kannen ebenso wie Gefäße in innovativ gewundenen Formen.  Am letzten Juli-Wochenende eines jeden Jahres wird ein Töpfermarkt veranstaltet, zu dem Keramik-Handwerker und -Liebhaber aus ganz Deutschland anreisen.

### Wander- und Radwege in der Umgebung
- nach Süden: Suckower Tannen, Kirchenberg (50 m)
- nach Norden: Borgwald, Altslawischer Höhenburgwall Mellenthin, Balmer See
- nach Nordwesten die Halbinsel Lieper Winkel mit kleinen alten Dörfern

## Persönlichkeiten mit Verbindung zu Morgenitz
- Astrid Dannegger (* 1940), Keramikerin